# 101
101 — невисокосний рік, що почався в суботу за григоріанським календарем.
Римська імперія •  Парфянське царство •  Кушанське царство •  Східна Хань •  Сармати

## Геополітична ситуація
Римську імперію очолює імператор Траян (до 117). Імперія займає Апеннінський, Піренейський та Балканський півострови, Галлію, частину Британії, Близький Схід, Північну Африку включно з Єгиптом. Римляни ведуть війну з Дакією.
Наймогутніша держава центральної Азії — Парфянське царство, в якому править Пакор II. Наймогутніша держава Індостану — Кушанське царство. Династія Хань править у Китаї.
Триває докласичний період цивілізації мая.
На території майбутньої України, в степах Причорномор'я, мешкають сармати, північніше племена Черняхівської культури.

## Події

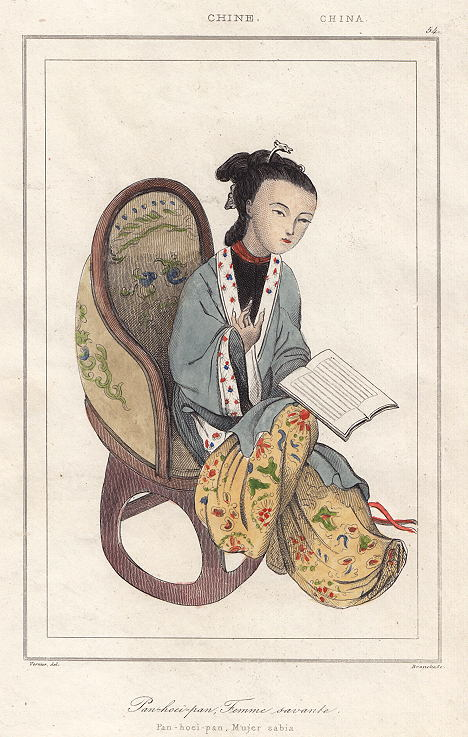
Бань Чжао

- Марк Ульпій Нерва Траян (учетверте) і Квінт Арцикулей Пет — консули Римської імперії.
- Римський імператор Траян напав на Дакію, розпочавши Першу Дакійську війну.
- Бань Чжао видала працю «Подорож на схід» з описом своєї мандрівки.

## Народились
- Ірод Аттичний — давньогрецький ритор.
- Луцій Елій Цезар — державний та військовий діяч Римської імперії.
- Феліцата Римська — свята мучениця Католицької і Православної церков.

## Померли
- Один з можливих років загибелі в Херсонесі Климента I — четвертого папи римського, апостола з сімдесяти.
- Гай Музоній Руф — римський філософ-стоїк